# Куртау
Куртау (фр. Courtaoult) насеље је и општина у североисточној Француској у региону Шампањ-Арден, у департману Об која припада префектури Троа.
По подацима из 2011. године у општини је живело 89 становника, а густина насељености је износила 10,65 становника/km². Општина се простире на површини од 8,36 km². Налази се на средњој надморској висини од 128 метара.

## Демографија
| 1962. | 1968. | 1975. | 1982. | 1990. | 1999. | 2011. |
| ----- | ----- | ----- | ----- | ----- | ----- | ----- |
| 43    | 81    | 93    | 88    | 87    | 75    | 89    |

График промене броја становника у току последњих година